# Azra (gruppo musicale)
Gli Azra sono stati un gruppo rock jugoslavo attivo dal 1977 al 1988.

## Membri
- Branimir "Johnny" Štulić - voce, chitarra (1977–1988)
- Branko Matun - basso (1977)
- Paolo Sfeci - batteria (1977)
- Mladen Jurčić - chitarra (1977–1978)
- Branko Hromatko - batteria (1977–1978)
- Marino Pelajić - basso (1977–1978)
- Jura Stublić - voce (1978)
- Boris Leiner - batteria, voce (1979–)
- Mišo Hrnjak - basso (1979–1982)
- Jurica Pađen - chitarre (1983–1984, 1987–1988)
- Stephen Kipp - basso (1987–1988)

## Discografia

### Album studio
- Azra (Jugoton, 1980)
- Sunčana strana ulice (Jugoton, 1981)
- Filigranski pločnici (Jugoton, 1982)
- Kad fazani lete (Jugoton, 1983)
- Krivo srastanje (Jugoton, 1984)
- It Ain't Like In The Movies At All (Diskoton, 1986)
- Između krajnosti (Jugoton, 1987)

### Album live
- Ravno do dna (Jugoton, 1982)
- Zadovoljština (Jugoton, 1988)

### Raccolte
- Singl ploče 1979-1982 (Jugoton, 1982)
- Kao i jučer - singl ploče 1983-1986 (Jugoton, 1986)
- Nikom nije lepše (Hi-Fi Centar, 1998)
- The Ultimate Collection (Croatia Records, 2007)